# 埃爾弗科費爾山
46°38′10″N 12°22′41″E / 46.63611°N 12.37806°E

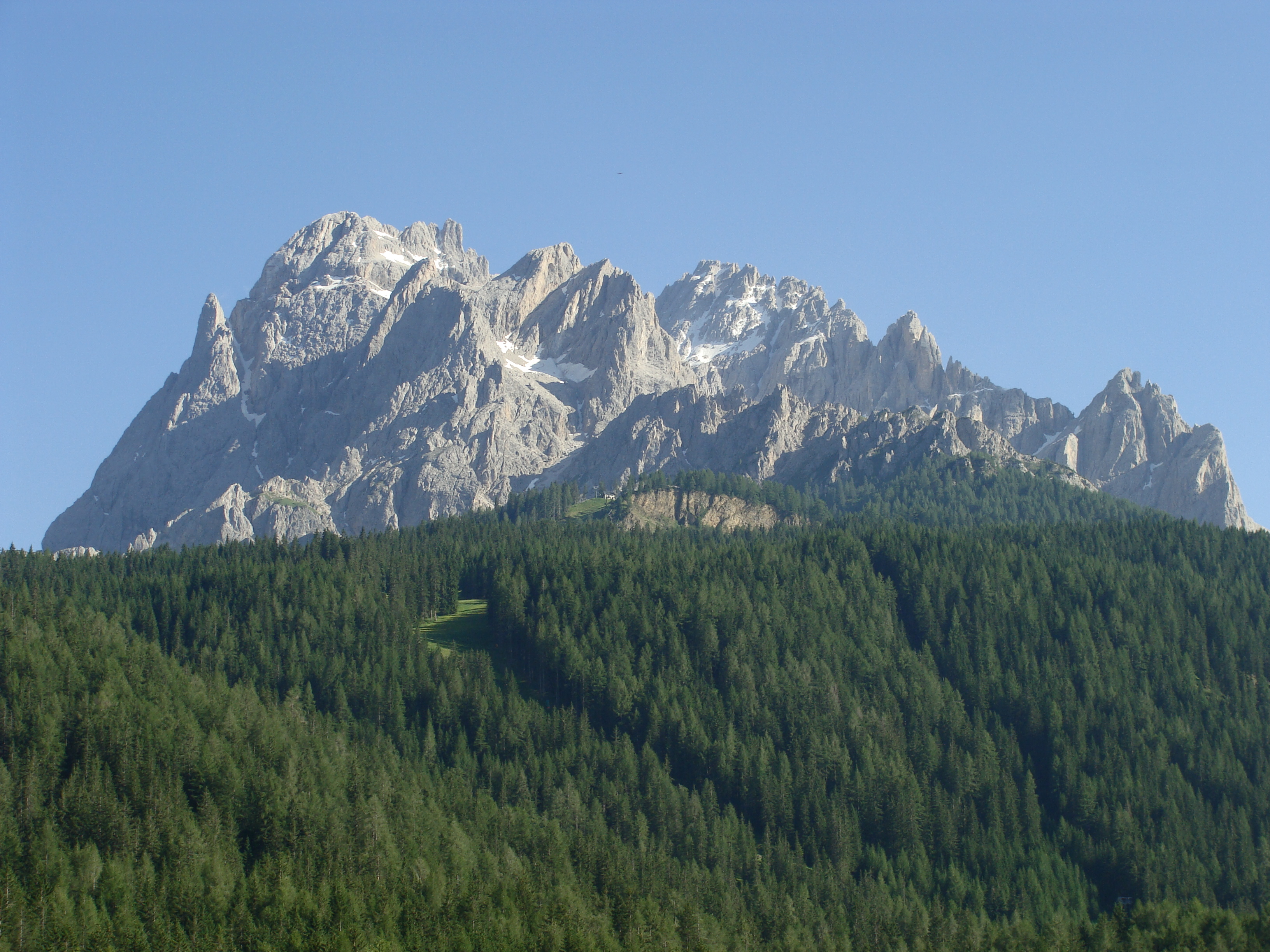

埃爾弗科費爾山（義大利語：Cima Undici），是意大利的山峰，位於該國東北部，處於博爾扎諾-南蒂羅爾自治省和貝盧諾省接壤的邊界，海拔高度3,092米，人類在1878年首次登頂。